# Patrik Eler
Patrik Eler, slovenski nogometaš, * 13. junij 1991, Šempeter pri Gorici.
Eler je profesionalni nogometaš, ki igra na položaju napadalca. Od leta 2022 je član slovenskega kluba Adria. Pred tem je igral za avstrijske klube Austria Klagenfurt, Wacker Innsbruck, SV Ried, Austria Lustenau, SV Horn in SV Stripfing ter francoski Nancy. V sezoni 2016/17 je bil najboljši strelec in najboljši igralec druge avstrijske lige.